# Luciano Motroni

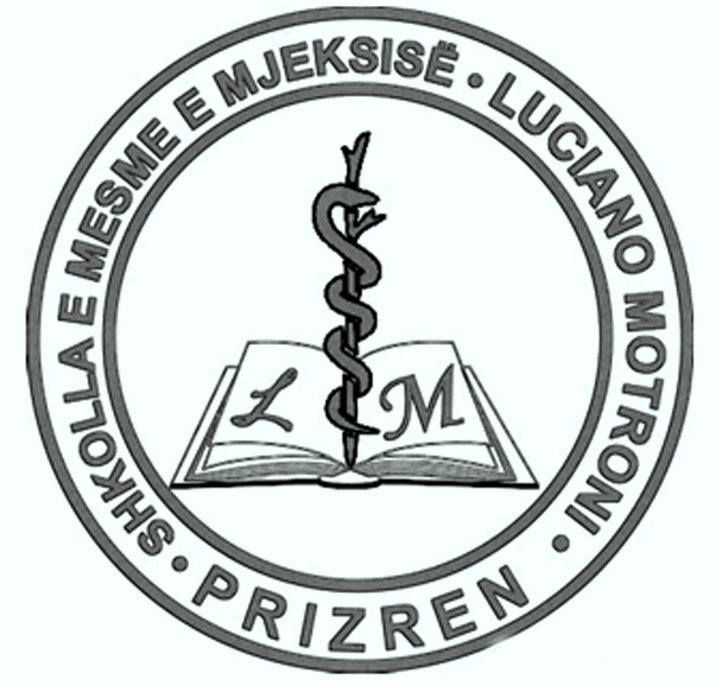
Logo della Scuola Superiore di Medicina Luciano Motroni di Prizren

Luciano Motroni (Livorno, 1905 – Prizren, 1989) è stato un chirurgo italiano che ha dato un contributo significativo nel campo della formazione e dello sviluppo professionale del personale medico.

## Biografia
Dott. Luciano Motroni è nato nel 1905 a Livorno, Italia, dove ha completato gli studi primari e secondari. Proseguì gli studi di medicina a Roma dove si laureò nel 1930. Per un certo periodo lavorò come chirurgo a Roma, poi continuò la professione a Durazzo . Nel febbraio 1942 arrivò nella città di Prizren, dove lavorò e visse fino alla fine della sua vita. Ha lavorato come chirurgo presso l'ospedale di Prizren fino al suo pensionamento nel 1974. Durante i suoi 32 anni di carriera lavorativa presso l'Ospedale di Prizren, ha eseguito diversi interventi chirurgici, non solo nel campo della chirurgia ma anche in quello ortopedico, urologico e ginecologico, senza orari fissi. Si è distinto anche nel campo della formazione e dello sviluppo professionale del nuovo personale medico. In onore del suo contributo allo sviluppo della medicina e dell'educazione medica professionale, una scuola secondaria nella città di Prizren porta il suo nome.   